# Entwicklungshelfer

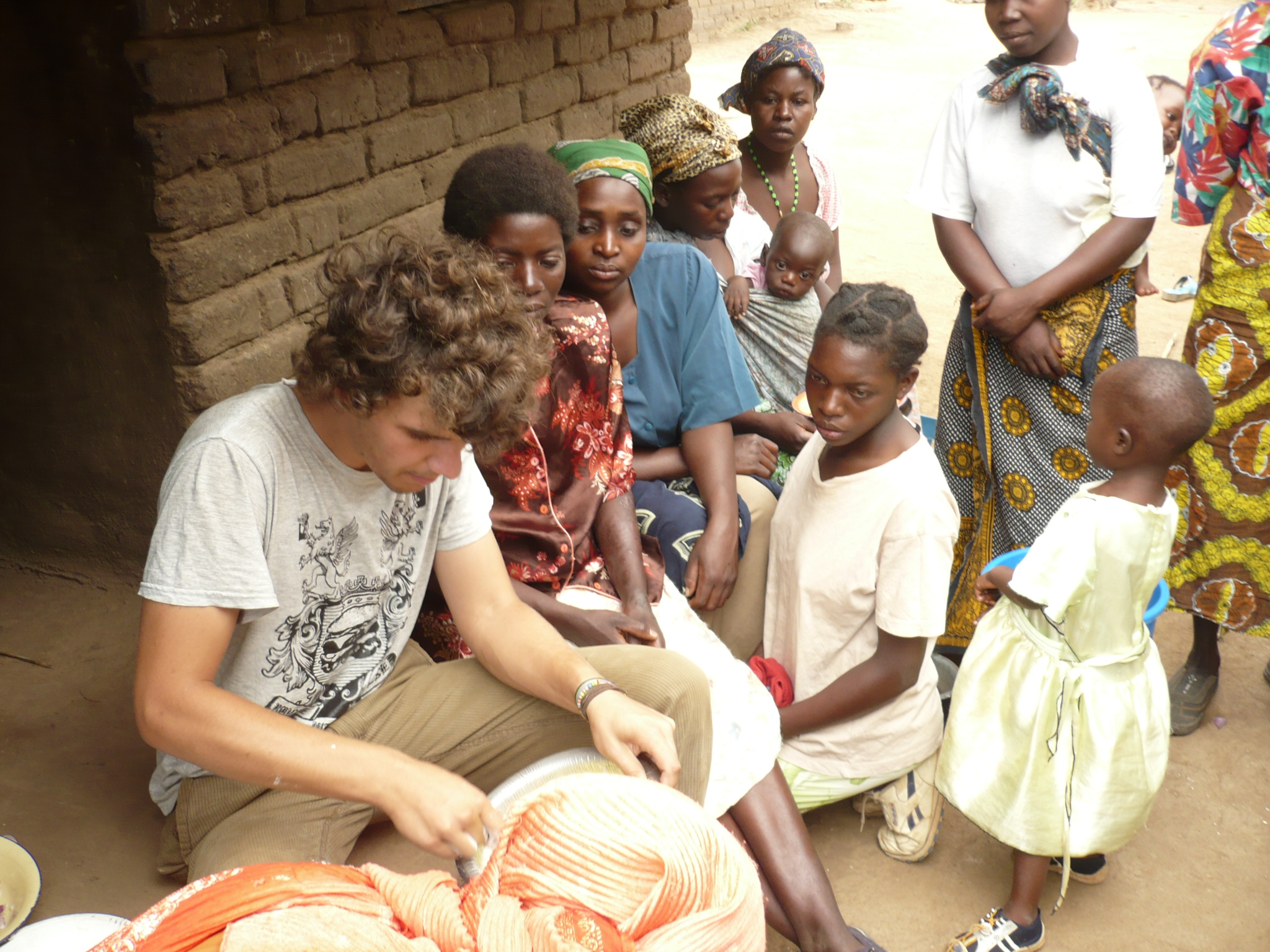
Ein Entwicklungshelfer beim Unterricht in Malawi

Entwicklungshelfer bezeichnet in Deutschland eine Person, die in Entwicklungsländern einen zeitlich befristeten Dienst zur Entwicklungshilfe leistet. Im Gegensatz zu vielen anderen Mitarbeitern der Entwicklungsorganisationen hegt eine Fachkraft im Entwicklungsdienst keine Erwerbsabsicht. Für den Zeitraum der Tätigkeit erhält sie jedoch Unterhaltsgeld und eine soziale Absicherung. Man benötigt dafür eine abgeschlossene Berufsausbildung, Berufserfahrung und soziales Engagement. Die Rechtsstellung wird vom Entwicklungshelfer-Gesetz geregelt, das neben dessen Definition auch Versicherung und spätere Wiedereingliederung regelt.
Entwicklungshelfer können in Deutschland nur von den folgenden anerkannten Organisationen entsandt werden:

- Agiamondo e. V.
- Dienste in Übersee
- Christliche Fachkräfte International (CFI)
- Deutsche Gesellschaft für Internationale Zusammenarbeit (GIZ)
- EIRENE, Internationaler Christlicher Friedensdienst
- Forum Ziviler Friedensdienst e. V. (forumZFD)
- Weltfriedensdienst e. V.

Diese sieben Organisationen bilden den Dachverband Arbeitsgemeinschaft der Entwicklungsdienste e. V., AGdD.
Eine ähnliche Aufgabe leistet in der Schweiz der Mitarbeiter in der internationalen Zusammenarbeit (IZA-Mitarbeitende).